# Slovensko-srpski sporazumi 1991. godine
Slovensko-srpski sporazumi 1991. godine bili su dogovori vodećih ljudi Slovenije i Srbije prema kojima su Slovenci mogli izaći iz Jugoslavije bez većih posljedica, a istodobno je Slovenija trebala Srbima priznati pravo na samoopredjeljenje, što se ponajprije odnosilo na Srbe koji žive na teritoriju Hrvatske.

## Dogovor Kučan-Milošević
Predsjednik Predsjedništva Slovenije Milan Kučan i srpski predsjednik Slobodan Milošević sastali su se u Beogradu 24. siječnja 1991., na dan kad je Predsjedništvo SFRJ pokušavalo legalizirati vojnu intervenciju Jugoslavenske narodne armije u Hrvatskoj, poznatu po pripremi i emitiranju KOS-ova filma o ilegalnom naoružavanju Hrvatske (slučaj Martina Špegelja). Na tom su sastanku Slobodan Milošević i Milan Kučan, brzo i lako,  postigli dogovor oko dvije međusobno uvjetovane bitne točke: oko slovenskog izlaženja iz Jugoslavije i oko slovenskog priznavanja prava Srbima na samoopredjeljenje na teritoriju Hrvatske. Srpski predsjednik Slobodan Milošević bio je u društvu predsjednika Narodne skupštine Slobodana Unkovića, mandatara nove vlade Dragutina Zelenovića i premijera Stanka Radmilovića. Na slovenskoj su strani pored predsjednika Milana Kučana sjedili predsjednik Skupštine France Bučar, član Predsjedništva Dušan Plut i potpredsjednik Vlade Jože Mencinger.
Nakon sastanka, srpska strana (Milošević) u službenoj izjavi kaže: "Zajednički je konstatirano da se u razrješavanju krize mora polaziti od prava naroda na samoopredjeljenje, koje ne može biti ničim ograničeno", a Milan Kučan, kao slovenski predstavnik, tom je prigodom kazao: "Slovenija uvažava interes srpskog naroda da živi u jednoj državi i da budući jugoslavenski dogovor taj interes treba poštivati." Slovenski je tisak već sljedećeg dana izvijestio o tom sporazumu i njegovim zaključcima.
Tako je već u siječnju 1991. godine, u zamjenu za Miloševićevo osiguranje kako Srbija nema direktne teritorijalne pretenzije prema Sloveniji, Kučan uvjerio Miloševića da shvaća njegov interes za ujedinjenje Srba u Veliku Srbiju.
Kučan je 1999. godine, u jednom razgovoru, svjedočio kako su ti pregovori s Miloševićem izgledali:

Jedan od čelnih srbijanskih ljudi tog vremena, Borisav Jović, na sličan način potvrđuje sporazum:
Indikativno je da su samo četiri dana prije sastanka Slovenci s Hrvatima dogovorili vojno savezništvo i zajedničku obranu. Sporazumom Kučana i Miloševića destabilizirana je vjera u političko-vojno savezništvo između Slovenije i Hrvatske. Tome treba nadodati da je putem medijske manipulacije (koje se nerijetko smještaju pod pothvate jugoslavenskih tajnih službi) različitih političkih sastanaka, a pogotovo sastanka u Karađorđevu, razjedinjeno ne samo hrvatsko-slovensko, nego i hrvatsko-muslimansko savezništvo.

Tome, pak, u prilog treba nadodati kako je Dobrica Ćosić već u veljači 1991. pokušavao Aliji Izetbegoviću staviti "bubu u uho" zbog sastanak Tuđman-Milošević u Karađorđevu, koji je tek trebao uslijediti:

## Dogovor France Bučara i Dimitrija Rupela s Dobricom Ćosićem
Sastanak i dogovor Kučana i Miloševića iz siječnja 1991. bio je prvi dio slovensko-srpskih sporazuma 1991. godine. Drugi dio sporazuma održao se 14. kolovoza 1991. kada je slovensko izaslanstvo predvođeno Francom Bučarom i Dimitrijem Rupelom otišlo u Beograd na sastanak s Dobricom Ćosićem. Kao početak tog drugog sporazuma, Dobrica Ćosić u svome dnevniku od 13. kolovoza 1991. navodi da ga je nazvao France Bučar i tražio sastanak na kojem bi se trebalo razgovarati o "ponovnoj uspostavi suradnje i prijateljstva", nudeći tom prigodom "apsolutnu neutralnost u sporu između Srbije i Hrvatske", "da bi od Beograda dobili podršku za svoju neovisnost" a uz "suglasnost Kučana i Drnovšeka" a kao razlog navode "nespremnost MZ da ih prizna van paketa sa RH koju su smatrali utegom".

## Tekst sporazuma
1. Slovenija se ne miješa u unutrašnje odnose drugih naroda i pitanja unutrašnjih granica, niti će se postavljati na stranu bilo kojeg jugoslavenskog naroda u rješavanju jugoslavenske agonije. Slovenija neće dozvoliti da se instrumentalizira u jugoslavenskim međunacionalnim sporovima.
2. Slovenija se na osnovu nacionalnih interesa, bez predrasuda i emocija, dogovara sa Srbijom o međusobnim odnosima. Pri tome, ona poštuje odlučujuću ulogu Srbije u rješavanju jugoslavenske situacije i kompatibilnosti slovenskih i srpskih interesa.
3. Slovenija smatra da je moguće rješenje srpsko-hrvatskih odnosa samo na temelju samoopredjeljenja naroda iz kojeg trebaju proizaći različiti oblici autonomija.
4. Slovenija smatra realnim i razumnim da dođe do federativnog povezivanja Srbije, Crne Gore, Bosne i Hercegovine i Makedonije. Slovenija priznaje pravo Hrvatskoj da se opredijeli prema toj federaciji.
5. Slovenija će se samostalno i suvereno opredjeljivati prema tim državnim subjektima. Slovenija je spremna aktivno surađivati u procesima konstituiranja tih subjekata, ako oni tu suradnju žele.
6. U smislu prethodnih načela, Slovenija i Srbija žele razrješavati međusobne jugoslavenske odnose bez posredovanja stranih faktora, a pogotovo federacije.[8][9]

## Medijska pokrivenost
Ovi sporazumi, iako postoje čak i u pisanom obliku, ostali su u medijskoj sjeni nekih drugih sastanaka, pogotovo onih između hrvatskog i srpskog vodstva, premda teme nekih sastanaka hrvatskog i srpskog vodstva spadaju pod nagađanja. Tako se i u Sloveniji o ovim sporazumima, kojima su Slovenci de facto okrenuli leđa Hrvatima, veoma malo zna, a glavni akteri događaja nerado govore o tome. Zbog toga je predgovor Slavka Letice 2013. godine za hrvatski prijevod prve knjige trilogije "V imenu države" ("U ime države") u Sloveniji jako uzrujao pripadnike i simpatizere ondašnjeg državnog vodstva. "Da bi slovensko vodstvo moglo donijeti odluku o masovnoj prodaji zaplijenjenog oružja Hrvatima, moralo je biti sigurno da mu više ne prijeti opasnost od agresije JNA i Srbije", ocijenio je Letica, pridajući posebnu pozornost slovensko-srpskim sporazumima iz siječnja i kolovoza. Dimitrij Rupel išao je toliko daleko da je čak izjavio kako nitko ništa nije potpisao, a Milan Kučan se opravdavao kako on nije znao da Rupel i Bučar idu u Beograd kod Ćosića. Kučan istodobno negira i činjenicu da se dogovarao s Miloševićem: S Miloševićem se nisam nikada dogovarao, ni osobno, ni preko posrednika, a ponajmanje od svega tajno.
Međutim, brojni međunarodni izvori potvrđuju da nekadašnji predsjednik Milan Kučan slovenskoj javnosti nije govorio istinu. Pogotovo je Kučanov odlazak u siječnju 1991. kod Miloševića hrvatsko državno vodstvo shvatilo kao izdaju jer su četiri dana prije toga Slovenija i Hrvatska potpisale sporazum o zajedničkoj obrani u slučaju da JNA intervenira u nekoj od država koje su tada bile republike SFRJ-a. Sporazum o zajedničkoj obrani potpisali su Martin Špegelj i Josip Boljkovac u ime Republike Hrvatske i Janez Janša i Igor Bavčar u ime Republike Slovenije.
Zaključno, mnogi strani stručnjaci slovensko-srpske sporazume ocjenjuju drugačije od onoga što danas govore tadašnji slovenski čelnici: tada se zapečatila sudbina Jugoslavije - srpska strana je Sloveniji dozvolila odcjepljenje, a u zamjenu za to, Slovenija je Srbima priznala pravo na Veliku Srbiju.